# Hyposoter caedator
Hyposoter caedator är en stekelart som först beskrevs av Johann Ludwig Christian Gravenhorst 1829.  Hyposoter caedator ingår i släktet Hyposoter och familjen brokparasitsteklar.

## Underarter
Arten delas in i följande underarter:
- H. c. obscurus
- H. c. corsicator